# 德默什
德默什，是匈牙利科马罗姆-埃斯泰尔戈姆州所辖的一个村。总面积23.98平方公里，总人口1168，人口密度48.7人/平方公里（2011年1月1日）。